# Efapel Cycling
L'Efapel Cycling è una squadra maschile portoghese di ciclismo su strada. Attiva dal 2022, ha sede ad Árvore e licenza di UCI Continental Team.

## Cronistoria

### Annuario
| Anno | Codice | Nome           | Cat. | Biciclette | Dirigenza                                                         |
| ---- | ------ | -------------- | ---- | ---------- | ----------------------------------------------------------------- |
| 2022 | EFL    | Efapel Cycling | CT   | Pinarello  | Manager: José Azevedo Dir. sportivi: José Azevedo, Hélder Miranda |
| 2023 | EFL    | Efapel Cycling | CT   | Pinarello  | Manager: José Azevedo Dir. sportivi: José Azevedo, Hélder Miranda |
| 2024 | EFL    | Efapel Cycling | CT   | Pinarello  | Manager: José Azevedo Dir. sportivi: José Azevedo, Hélder Miranda |
| 2025 | EFP    | Efapel Cycling | CT   | Canyon     | Manager: José Azevedo Dir. sportivi: José Azevedo, Hélder Miranda |

## Organico 2025
Aggiornato al 31 gennaio 2025.

### Staff tecnico
|  | Naz.                  | Ruolo  | Sportivo       |  |  |  |
|  | --------------------- | ------ | -------------- |  |  |  |
|  | Portogallo (bandiera) | GM, DS | José Azevedo   |  |  |  |
|  | Portogallo (bandiera) | DS     | Hélder Miranda |  |  |  |

### Rosa
|  | Naz.                   |  | Sportivo           | Anno |  |  |
|  | ---------------------- |  | ------------------ | ---- |  |  |
|  | Portogallo (bandiera)  |  | Tiago Antunes      | 1997 |  |  |
|  | Portogallo (bandiera)  |  | André Carvalho     | 1997 |  |  |
|  | Portogallo (bandiera)  |  | Pedro Castro Pinto | 2004 |  |  |
|  | Portogallo (bandiera)  |  | António Ferreira   | 2000 |  |  |
|  | Russia (bandiera)      |  | Aleksandr Grigorev | 1992 |  |  |
|  | Colombia (bandiera)    |  | Santiago Mesa      | 1997 |  |  |
|  | Uruguay (bandiera)     |  | Mauricio Moreira   | 1995 |  |  |
|  | Portogallo (bandiera)  |  | Pedro Pinto        | 2000 |  |  |
|  | Portogallo (bandiera)  |  | Joaquim Silva      | 1992 |  |  |
|  | Stati Uniti (bandiera) |  | Keegan Swirbul     | 1995 |  |  |